# Comuna Novohrîhorivka, Voznesensk
Novohrîhorivka (în ucraineană Новогригорівка) este o comună în raionul Voznesensk, regiunea Mîkolaiiv, Ucraina, formată din satele Novohrîhorivka (reședința) și Rakove.

## Demografie
Componența lingvistică a comunei Novohrîhorivka
     Ucraineană (91,01%)
     Rusă (5,55%)
     Română (2,52%)
     Alte limbi (0,57%)
Conform recensământului din 2001, majoritatea populației comunei Novohrîhorivka era vorbitoare de ucraineană (91,01%), existând în minoritate și vorbitori de rusă (5,55%) și română (2,52%).